# Drymobius
A Drymobius a hüllők (Reptilia) osztályának pikkelyes hüllők (Squamata) rendjébe, ezen belül a siklófélék (Colubridae) családjába tartozó nem.

## Rendszerezésük
A nemet Leopold Fitzinger osztrák zoológus írta le 1843-ban, az alábbi 4 faj tartozik ide: 
- Drymobius chloroticus
- Drymobius margaritiferus
- Drymobius melanotropis
- Drymobius rhombifer